# Topola Pławianka
Topola Pławianka – pomnikowa topola biała. Najwyższa topola w Polsce. Rośnie na terenie Błoni nad Sanem w Stalowej Woli. Mierzy 41,5 metra wysokości, a jej wiek szacuje się na 180 lat (dane na rok 2020).
Jest jednym z najwyższych drzew liściastych w kraju rosnących na terenach przekształconych przez człowieka i czwartą wśród najgrubszych topól białych w Polsce. Okaz żeński. Rośnie ono samotnie w naturalnym siedlisku łęgowym wśród innych topól białych i czarnych. Stan zdrowotny topoli "Pławianki" jest bardzo dobry. Drzewo przeszło kompleksową pielęgnację w 2018 r. Nazwa własna nawiązuje do dawnej wsi Pławo, na terenie której rośnie. Pławianka jest drzewem o pojedynczym pniu, rozwidlającym się wyżej na dwa konary przewodnikowe. Pokrój topoli jest wąski i wyniosły, regularny, a pień bez oznak uszkodzeń. Drzewo zostało na wniosek dendrologa Ernesta Rudnickiego wpisane do rejestru pomników przyrody ożywionej pod nazwą własną "Pławianka" na mocy uchwały Nr XXXI/308/2020 Rady Miejskiej w Stalowej Woli z dnia 29 lipca 2020 r. wraz z trzema innymi topolami rosnącymi na terenie stalowowolskich błoni.